# Steatomys jacksoni
Steatomys jacksoni es una especie de roedor de la familia Nesomyidae.

## Distribución geográfica
Se encuentra en el golfo de Guinea: en Ghana y Nigeria. 